# Nasib Gajasowitsch Schiganow
Nasib Gajasowitsch Schiganow (russisch Назиб Гаязович Жиганов; tatarisch Нәҗип Гаяз улы Җиһанов/Näcip Ğayaz ulı Cihanov; Najip Jihanov, Nazib Gayazovich Zhiganov; * 2. Januarjul. / 15. Januar 1911greg. in Uralsk; † 2. Juni 1988) war ein tatarischer Komponist. 

## Leben
Schiganow erlernte autodidaktisch das Klavierspiel und besuchte ab 1928 das Staatliche Konservatorium Kasan. Bis 1935 studierte in Moskau bei Genrich Litinski. 1938 wurde er zum Leiter des Tatarischen Operntheaters und Balletts ernannt, das mit seiner Diplomarbeit, der Oper Katschkyn (Die Flucht), eröffnet wurde. Daneben unterrichtete er am Konservatorium von Kasan, das er seit 1945 als Direktor leitete und an dem er seit 1953 als Professor wirkte. 
Er komponierte u. a. acht Opern auf tatarische Texte, drei Ballette, siebzehn Sinfonien und eine sinfonische Dichtung, eine Tatarische Suite und eine Orchesterouvertüre, ein Streichquartett, Klavierwerke, Lieder und Filmmusiken.
Schiganow gilt als Begründer einer eigenständigen tatarischen Musik. Er wurde dreimal mit dem Staatspreis der Sowjetunion ausgezeichnet (1948, 1950 und 1970), erhielt 1948 den Titel Volkskünstler, 1970 den Leninpreis und wurde 1981 Held der sozialistischen Arbeit. 2000 wurde das Staatliche Konservatorium Kasan nach ihm benannt.
Der Asteroid (5930) Zhiganov wurde nach ihm benannt.